# Albatros B.II
O Albatros B.II foi um avião de reconhecimento biplano, monomotor alemão de dois lugares em configuração de tração, utilizado a partir de 1914.

## Histórico

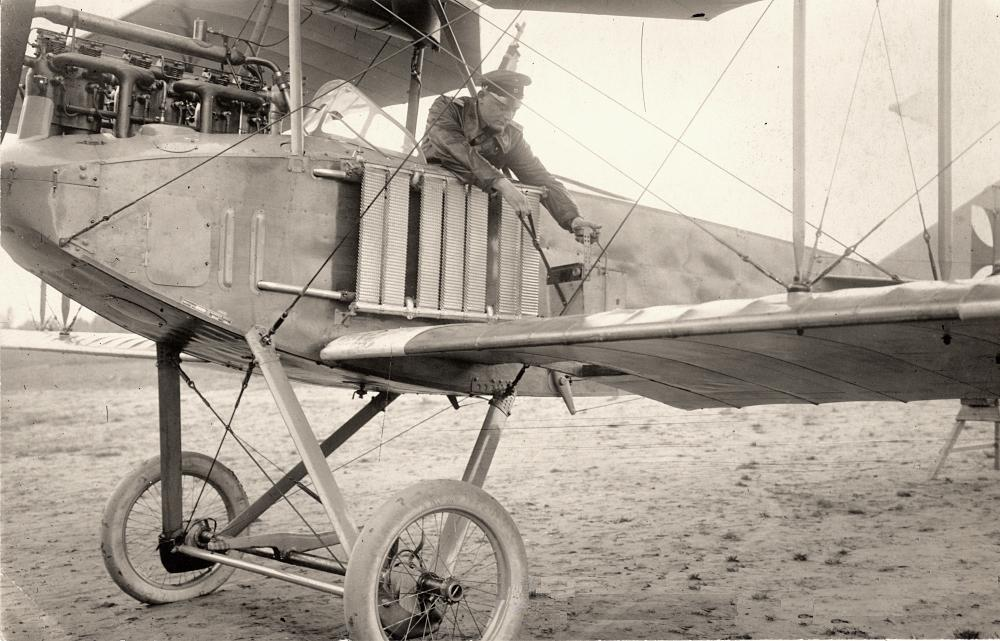
Detalhes de um Albatros B.II.

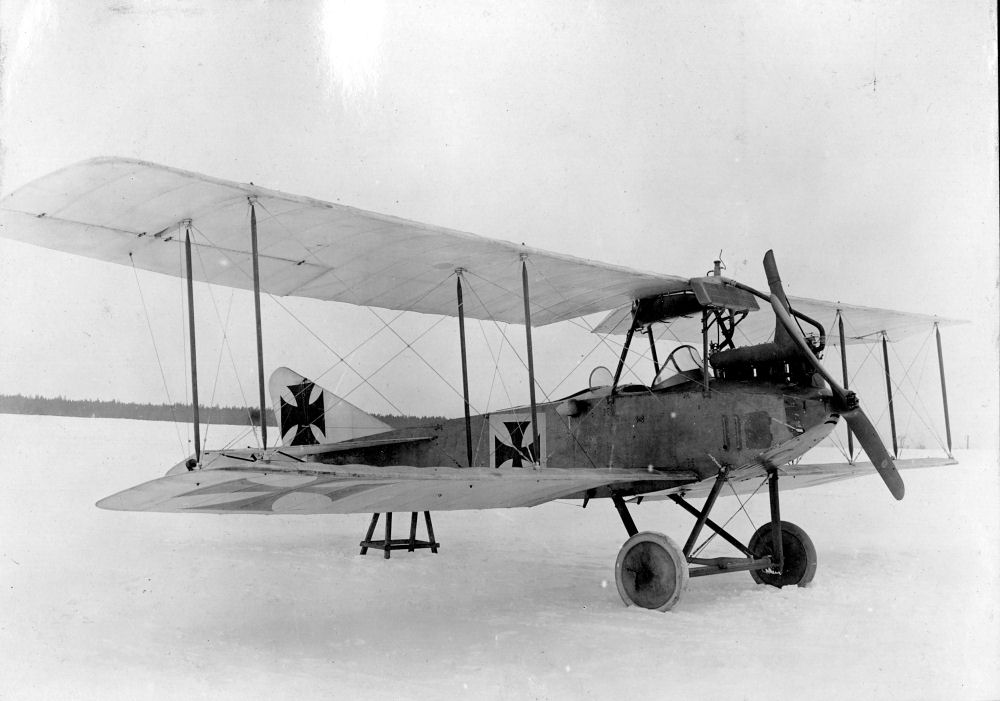
Um Albatros B.II na neve.

Projetado por Ernst Heinkel, baseado no seu projeto de 1913, o Albatros B.I, o B.II era uma versão menor (no comprimento e na envergadura) do primeiro. Foi esse modelo que chamou a atenção do Mundo para o seu fabricante, a Albatros Flugzeugwerke.
O B.II usou uma variedade de motores ao longo do seu desenvolvimento chegando a utilizar motores de 120 hp. Em 1914 ele estabeleceu um recorde de altitude de 4.500 m. A disposição dos assentos não era a ideal, com o piloto ficando atrás do observador, o que juntamente com o bloco do motor protuberante, reduzia consideravelmente o campo de visão. Quando a Albatros desenvolveu a versão armada, o C.I baseada na série "B", a posição dos assentos foi invertida para que o artilheiro tivesse uma visão desobstruída do campo de tiro.
Uma variante com flutuadores do B.II foi desenvolvida, e recebeu a designação de W.1 ou B.II-W. Para uso específico como avião de treinamento foi desenvolvida uma versão com maior envergadura e diferentes motorizações, designada como B.IIa. Outros desenvolvimento e melhorias levaram a criação do Albatros B.III, que no entanto, foi produzido em pequena quantidade.
O modelo B.II voou pela primeira vez em 1914, ele foi construído em grande quantidade, e foi retirado da linha de frente em 1915, depois da introdução das versões armadas da série "C". O B.II permaneceu em serviço como trinador até 1918 e ainda foi utilizado pela Suécia até 1919 e pela Polônia na Guerra Polaco-Soviética até 1920.

## Variantes
B.II
Desenvolvido a partir do B.I, o B.II entrou em produção em 1914.
B.IIa
Estrutura reforçada, principalmente na cauda e um motor Mercedes D.II ou Argus As III, ambos de 120 hp com os radiadores movidos para a extremidade da parte superior da seção central.
W.1
Hidroavião com flutuadores e um motor Benz Bz.III de 150 hp.

## Usuários

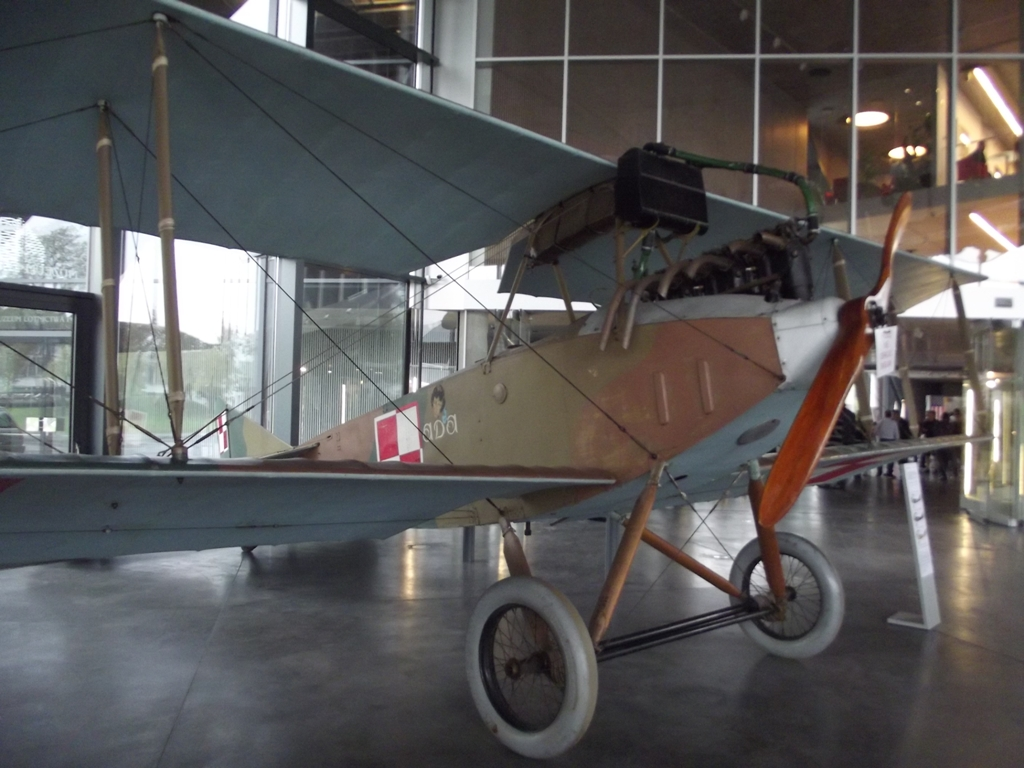
Um Albatros B.II.

- Império Alemão
- Áustria-Hungria
- Reino da Bulgária
- Finlândia
- Letônia
- Império Otomano
- Polónia
- Suécia
- Reino Unido

## Especificação

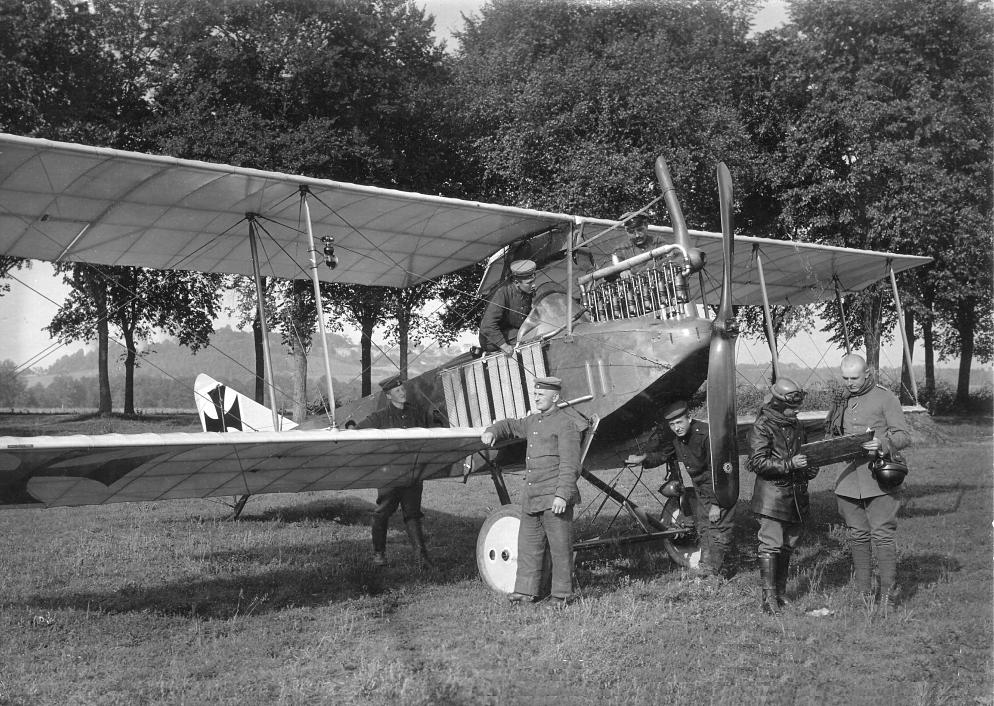
Um Albatros B.II sendo preparado.

Estas são as características do Albatros B.II
- Características gerais:
  - Tripulação: dois
  - Comprimento: 7,63 m (25,0 ft)
  - Envergadura: 12,8 m (42,0 ft)
  - Altura: 3,15 m (10,3 ft)
  - Área da asa: 40,12 m² (432 ft²)
  - Peso vazio: 723 kg (1 590 lb)
  - Peso máximo na decolagem: 1 071 kg (2 360 lb)
  - Motor: 1 x Mercedes D.II, um 6 cilindros em linha, refrigerado à água, de 120 hp (89,5 kW).

- Performance:
  - Velocidade máxima: 120 km/h (74,6 mph)
  - Autonomia: 4 horas
  - Teto de Serviço: 3 000 m (9 840 ft)
- Razão de Subida: 1,6 m/s